# ليشيرو (أين)
ليشيرو (بالفرنسية: Lescheroux)‏ هي بلدية فرنسية تقع في إقليم الأين في فرنسا. رمز إنسي لها هو:1212. أما الرمز البريدي لها فهو: 1560.